# District d'Uryū

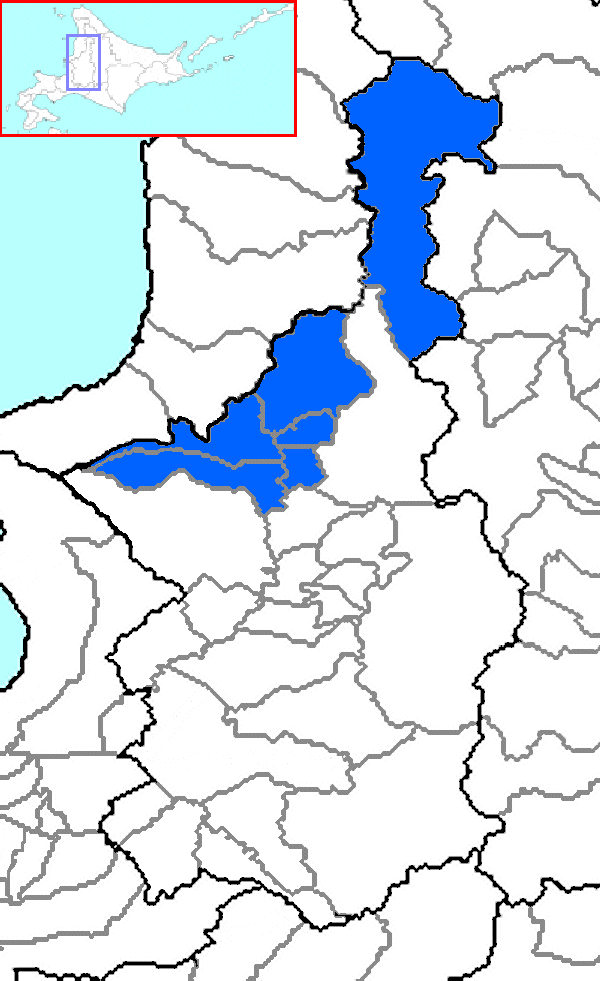
Emplacement du district d'Uryū dans les sous-préfectures de Sorachi et Kamikawa.

Le district d'Uryū (雨竜郡, Uryū-gun) est un district des sous-préfectures de Sorachi et de Kamikawa, sur l'île de Hokkaidō, au Japon.

## Géographie

### Démographie
Au 31 mars 2015, la population du district d'Uryū était estimée à 15 314 habitants répartis sur une superficie de 1 496,068 km2 (densité de population d'environ 10 hab./km2).

### Divisions administratives
Le district d'Uryū est composé de six bourgs.
- Sous-préfecture de Sorachi :
  - Chippubetsu ;
  - Hokuryū ;
  - Moseushi ;
  - Numata ;
  - Uryū.
- Sous-préfecture de Kamikawa :
  - Horokanai.